# Guatemala City
Ciudad de Guatemala (fulde navn: La Nueva Guatemala de la Asunción), er hovedstad og den største by i det mellemamerikanske land Guatemala.